# 杨炼煊
杨炼煊（1898年—1938年5月），中华民国军事人物，河北阜城人，陆军第148旅副旅长兼295团团长，上校军衔。
1938年5月，杨炼煊率部参加徐州会战。由于中国最高统帅部的轻敌和错误决策，60万国军被30万日军重兵围困在徐州平原地带，有全军覆没之祸。5月22日，杨炼煊率领295团突围至尹集时与日军机械化部队遭遇，被三面合围，经过激战后壮烈殉国，全团官兵无一生还。